# Zhongyuansaurus
Zhongyuansaurus (лат.) — монотипный род птицетазовых динозавров инфраотряда анкилозавров, живший в меловом периоде (около 125—100 миллионов лет назад) на территории нынешней Азии. Окаменелости анкилозавра были найдены в уезде Жуян (пиньинь Rǔyáng) провинции Хэнань, Китай. Впервые описан в 2007 году китайским коллективом палеонтологов во главе с Сюй Ли (Xu Li). Представлен одним видом — Zhongyuansaurus luoyangensis.
Кладистический анализ, проведённый Ричардом Томпсоном и соавторами в 2011 году, предполагает, что Zhongyuansaurus является базальным анкилозаврином — группа эволюционно продвинутых анкилозавров. В 2014 году Виктория Меган Арбор предположила, что Zhongyuansaurus был младшим синонимом гобизавра, обнаруженного в слоях того же возраста. Однако одним возможным отличием является наличие глубокой, а не мелкой бороздки, разделяющей верхнечелюстные кости на верхнем клюве, что характерно для шамозавра.
Zhongyuansaurus делил среду обитания с растительноядными завроподами, такими как Xianshanosaurus, Ruyangosaurus, «Huanghetitan» ruyangensis, Yunmenglong, а также тероподом Luoyanggia. Дополнительно известно о присутствии неопределённых представителей орнитомимид, игуанодонтов, и кархародонтозавров.